# Латинская Илиада
.
Ilias Latina — латинская версия «Илиады» Гомера.
Поэтический размер — гекзаметр.
Объём — 1070 строк.
Приобрела популярность в эпоху Античности и оставалась популярной в Средние века. 
Широко изучалась и читалась в средневековых школах как часть стандартной латинской образовательной программы. 
Приписывается Публию Бебию Италику, некоему римскому сенатору 60—70-х годов н. э.
Включает в себя по крайней мере два элемента акростиха: первые строки (после исправления) пишутся как ITALICUS, в то время как последние строки пишутся как SCRIPSIT, что вместе означает «Италик написал [это]».